# (24168) Hexlein
(24168) Hexlein est un astéroïde de la ceinture principale.

## Description
(24168) Hexlein est un astéroïde de la ceinture principale. Il fut découvert le 29 novembre 1999 à Heppenheim par l'observatoire de Starkenburg. Il présente une orbite caractérisée par un demi-grand axe de 2,47 UA, une excentricité de 0,13 et une inclinaison de 8,4° par rapport à l'écliptique.

## Compléments